# Мутье-сюр-Боэм
Мутье́-сюр-Боэ́м (фр. Mouthiers-sur-Boëme) — коммуна во Франции, находится в регионе Пуату — Шаранта. Департамент — Шаранта. Входит в состав кантона Бланзак-Поршрес. Округ коммуны — Ангулем.
Код INSEE коммуны — 16236.
Коммуна расположена приблизительно в 410 км к юго-западу от Парижа, в 120 км южнее Пуатье, в 11 км к югу от Ангулема.

## Население
Население коммуны на 2008 год составляло 2450 человек.
| 1962 | 1968 | 1975 | 1982 | 1990 | 1999 | 2008 |
| ---- | ---- | ---- | ---- | ---- | ---- | ---- |
| 1297 | 1270 | 1400 | 1864 | 2260 | 2261 | 2450 |

## Климат
Климат океанический. Ближайшая метеостанция находится в городе Коньяк.
| Показатель                        | Янв. | Фев. | Март | Апр. | Май  | Июнь | Июль | Авг. | Сен. | Окт. | Нояб. | Дек. | Год   |
| --------------------------------- | ---- | ---- | ---- | ---- | ---- | ---- | ---- | ---- | ---- | ---- | ----- | ---- | ----- |
| Средний суточный максимум, °C     | 8,7  | 10,5 | 13,1 | 15,9 | 19,5 | 23,1 | 26,1 | 25,4 | 23,1 | 18,5 | 12,4  | 9,2  | 17,7  |
| Средняя температура, °C           | 5,4  | 6,7  | 8,5  | 11,1 | 14,4 | 17,8 | 20,2 | 19,7 | 17,6 | 13,7 | 8,6   | 5,9  | 12,5  |
| Средний суточный минимум, °C      | 2,0  | 2,8  | 3,8  | 6,2  | 9,4  | 12,4 | 14,4 | 14,0 | 12,1 | 8,9  | 4,7   | 2,6  | 7,8   |
| Норма осадков, мм                 | 80,4 | 67,3 | 65,9 | 68,3 | 71,6 | 46,6 | 45,1 | 50,2 | 59,2 | 68,6 | 79,8  | 80,0 | 783,6 |
| Источник: Relevé météo des Cognac |      |      |      |      |      |      |      |      |      |      |       |      |       |

## Администрация
| Период | Период | Фамилия         | Партия       | Примечания             |
| ------ | ------ | --------------- | ------------ | ---------------------- |
| 1971   | 1983   | Жиль Плокен     | Разные левые | фермер                 |
| 1983   | 1994   | Бернар Жермон   | Разные левые | профессор              |
| 1994   |        | Сесиль Форжерон | Разные левые | бывший страховой агент |

## Экономика
Основным работодателем является компания Lippi, лидер на рынке производства сетки-рабицы.
В 2007 году среди 1663 человек в трудоспособном возрасте (15—64 лет) 1252 были экономически активными, 411 — неактивными (показатель активности — 75,3 %, в 1999 году было 74,7 %). Из 1252 активных работали 1144 человека (620 мужчин и 524 женщины), безработных было 108 (42 мужчины и 66 женщин). Среди 411 неактивных 120 человек были учениками или студентами, 156 — пенсионерами, 135 были неактивными по другим причинам.

## Достопримечательности
- Церковь Сент-Илер (XII—XIII века). Памятник истории с 1862 года[3]
- Замок Фуа (XIV век). Памятник истории с 1963 года[4]
- Усадьба Форж (XV век). Памятник истории с 2005 года[5]
- Доисторические оборонительные сооружения, известен как Лагерь англов (фр. Camp aux Anglais). Памятник истории с 1930 года[6]
- Крест на перекрёстке. Памятник истории с 1926 года[7]
- Замок Рошандри (IX век), перестроен в XIX веке

## Города-побратимы
- Птит-Россель (Франция, с 1988)

## Фотогалерея
- Церковь Сент-Илер
- Замок Фуа
- Замок Рошандри
- Крест на перекрёстке